# Zintegrowany system informatyczny
Zintegrowany system informatyczny (ang. Integrated Management Information System) – system informatyczny wspomagający zarządzanie, który jest zorganizowany modułowo lub komponentowo i obsługuje wszystkie obszary zarządzania
Jest to najbardziej merytorycznie i technologicznie zaawansowana klasa systemów informatycznych wspomagających zarządzanie w przedsiębiorstwach i instytucjach. Optymalizuje procesy zarówno wewnętrzne, jak i zachodzące w najbliższym otoczeniu poprzez oferowanie gotowych narzędzi. Narzędzia te służą do automatyzacji wymiany danych pomiędzy działami przedsiębiorstwa oraz pomiędzy przedsiębiorstwem a innymi podmiotami biznesowymi z jego otoczenia (np. kooperantami, dostawcami, odbiorcami, bankami, urzędami skarbowymi).
Głównymi cechami systemu są: kompleksowość funkcjonalna, integracja danych i procedur, elastyczność funkcjonalna i strukturalna, zaawansowanie merytoryczne i technologiczne oraz otwartość.
Wśród tendencji rozwojowych należy wskazać:
- szerszy zakres usług biznesowych (np. ERP, CRM, ERM, PRM, SCM)
- pełniejsze wykorzystanie technologii internetowych w realizacji idei e-biznesu
- rozwój aplikacji na platformy mobilne
- systemy wspomagające zarządzanie wiedzą